# 第9屆香港電影金像獎
第9屆香港電影金像獎（英語：9th Hong Kong Film Awards）由香港影業協會、电影双周刊、香港電影導演會主办，香港电影制片协会、香港戏院商会协办，颁奖典礼於1990年4月30日在香港演艺学院歌剧院舉行，由陳欣健、岑建勳担任司仪。

## 评选机制
本届金像奖评选仍旧分两轮进行，第一轮由影评人担任评审，第二轮由8位影评人和30位电影人（其中导演为13人）参与评选，较往届人数有所缩减。

## 提名及獲獎名單

### 十大華語片
1. 《飛越黃昏》
2. 《八兩金》
3. 《不脫襪的人》
4. 《伴我闯天涯》
5. 《阿郎的故事》
6. 《喋血双雄》
7. 《悲情城市》
8. 《春桃》
9. 《頑主》
10. 《开国大典》

### 十大外語片
1. 《午夜狂奔》
2. 《紐約故事》
3. 《緣盡半生（英语：Another Woman）》
4. 《創業先鋒（英语：Tucker: The Man and His Dream）》
5. 《雨人》
6. 《性、謊言、錄影帶》
7. / 《巴黎，德州》
8. 《孟買風情畫（英语：Salaam Bombay!）》
9. / 《無聲的歲月（英语：A World Apart (film)）》
10. /  / 《上帝也瘋狂II（英语：The Gods Must Be Crazy II）》

## 獎項統計
| 數目 | 電影名稱 |
| 獲獎 | |
| 3    | 飛越黃昏、不脫襪的人 |
| 2    | 喋血雙雄、八兩金 |
| 1    | 阿郎的故事、殺手蝴蝶夢、但願人長久、奇蹟、群龍戲鳳                                                                                   |
| 提名 | |
| 9    | 阿郎的故事 |
| 8    | 八兩金、飛越黃昏 |
| 6    | 喋血雙雄、不脫襪的人 |
| 4    | 奇蹟 |
| 3    | 第一繭、殺手蝴蝶夢、急凍奇俠 |
| 2    | 說謊的女人、英雄本色III夕陽之歌、群龍戲鳳                                                                                            |
| 1    | 小男人周記、再見王老五、賭神、合家歡、愛人同志、驚魂記、三狼奇案、但願人長久、潘金蓮之前世今生、至尊無上、我在黑社會的日子、黑色迷牆 |

### 金像獎電影
| 電影       | 獎像                               |
| ---------- | ---------------------------------- |
| 飛越黃昏   | 最佳電影、最佳編劇、最佳女配角     |
| 喋血雙雄   | 最佳導演、最佳剪接                 |
| 阿郎的故事 | 最佳男主角                         |
| 不脫襪的人 | 最佳女主角、最佳攝影、最佳美術指導 |
| 殺手蝴蝶夢 | 最佳男配角                         |
| 但愿人長久 | 最佳新演員                         |
| 奇蹟       | 最佳動作指導                       |
| 八兩金     | 最佳電影配樂                       |
| 群龍戲鳳   | 最佳電影歌曲                       |

## 争议
- 张彻在报上提议金像奖增设动作电影特别奖，圈中人士对此反应不一，最终该提议未成行。

## 外部連結
- 第九屆香港電影金像獎得獎名單新版 （页面存档备份，存于）
- 第九屆香港電影金像獎得獎名單舊版 （页面存档备份，存于）